# VDI/VDE Innovation + Technik
Die VDI/VDE Innovation + Technik GmbH (kurz: VDI/VDE-IT) ist ein Projektträger sowie Dienstleistungs- und Beratungsunternehmen für verschiedene Bundes- und Landesministerien, die Europäische Kommission sowie die Finanzwirtschaft und die Industrie, dort vor allem für Kleine und mittlere Unternehmen. Im Fokus stehen gesellschaftliche und technische Herausforderungen wie Digitalisierung, demografischer Wandel, Mensch-Technik-Interaktion, Elektromobilität, Elektronik, Gesundheit, Bildung und Fragen der Innovationspolitik.
Gesellschafter des 1978 gegründeten Unternehmens sind der Verein Deutscher Ingenieure (VDI) und der Verband der Elektrotechnik Elektronik Informationstechnik e. V. (VDE).

## Aufgaben
Mit rund 1000 Mitarbeiterinnen und Mitarbeitern an den Standorten Berlin, Dresden, München, Stuttgart, Bonn, Hannover und Erfurt erstellt das Unternehmen im Auftrag Studien zu Innovationen und Technik. Es organisiert und unterhält Kontakt- und Geschäftsstellen für öffentliche Förderprogramme. Außerdem organisiert das Unternehmen für Ministerien die Forschungsförderung im Rahmen von Förderprogrammen. Als Projektträger ist das Unternehmen eine Schnittstelle zwischen Politik und Verwaltung, Wirtschaft und Forschung.
Als Projektträger unterstützt und berät die VDI/VDE-IT Bundes- und Landesministerien sowie die Europäische Kommission dabei, öffentliche Mittel effizient für Innovationen und Technik einzusetzen. Im Jahr 2023 hat die VDI/VDE-IT für ihre Auftraggeber rund 2,89 Milliarden Euro Fördermittel bewirtschaftet.

## Geschichte

### 1970er: Gründung und erste Aufträge der Bundesregierung
Mit Aufkommen der Mikroelektronik waren deutsche mittelständische Unternehmen mit einem technologischen Wandel konfrontiert, dem sich Unternehmen in den Vereinigten Staaten und Japan bis in die 1970er besser angepasst hatten. Auswirkungen dieser nicht erfolgten Umstellung auf Mikroelektronik innerhalb ihrer Produkte gab es in Form von Arbeitsplatzverlusten und Umsatzrückgängen beispielsweise in der Uhren-, Druck- und Unterhaltungsindustrie. Daraufhin beschloss die Bundesregierung 1978 dieser Entwicklung entgegenzuwirken. Kleinen und mittleren Unternehmen sollte bei Anpassungsschwierigkeiten durch die schnellen Fortschritte der Mikroelektronik geholfen werden. Dazu wurde in Berlin zum 1. April 1978 das VDI-Technologiezentrum (VDI-TZ) als Abteilung des Vereins Deutscher Ingenieure (VDI) gegründet. Dieses Unternehmen sollte zum technologischen Wandel in den Bereichen Mikroelektronik und Physikalische Technologien beraten, Belegschaften weiterbilden und andere Unternehmen bei der Ausarbeitung von Förderanträgen unterstützen.

### 1980er: Ausgliederung und  Wandel der Unternehmensstruktur
1980 übernahm das VDI-TZ als Projektträger das Programm „Einstieg in die Mikroelektronik für KMU mit strukturbedingten Anpassungsschwierigkeiten“ des Bundesforschungsministeriums für Bildung und Wissenschaft. In den Folgejahren managte das VDI-TZ ab 1981 für die Bundesregierung ein Sonderprogramm zur Förderung der Anwendung in der Mikroelektronik im Umfang von 300 Mio. D-Mark. Ab 1983 standen dann außerdem Programme zur Förderung von technologieorientierten Unternehmensgründungen im Mittelpunkt.
Sechs Jahre nach Gründung des Unternehmens wurde der Themenbereich „Physikalische Technologien“ 1984 ausgegliedert und wurde Grundlage des VDI-Technologiezentrums Düsseldorf. Der verbliebene Teil des Unternehmens firmierte am Standort Berlin in den folgenden zwei Jahren als VDI-Technologiezentrum Informationstechnik. Im Jahr 1986 trat der Verband der Elektrotechnik Elektronik Informationstechnik e. V. (VDE) als zweiter Gesellschafter bei und das Unternehmen wurde umgewandelt in die VDI/VDE-Technologiezentrum Informationstechnik GmbH (VDI/VDE-IT). Ab 1987 unterhielt die VDI/VDE-IT ein Verbindungsbüro in China, um die deutsch-chinesische Kooperation in der Elektronik und Informationstechnik zu unterstützen.

### 1990er: Internationale Ausrichtung und Aufbau Ost
Seit dem Fall der Berliner Mauer befasste sich die VDI/VDE-IT ab 1989 auch mit dem Aufbau Ost. Schwerpunkte waren hier Förderprogramme zur Mikrosystemtechnik sowie die Ausweitung der Gründungsprogramme auf die ostdeutschen Bundesländer, in deren Rahmen bis 1996 rund 370 Unternehmen neu gegründet wurden. Ab 1992 setzte die VDI/VDE-IT für das Bundesministerium für Wirtschaft zudem ein Innovationsförderungsprogramm in den ostdeutschen Bundesländern um. Im Folgejahr verlegte das Unternehmen seinen Sitz ins brandenburgische Teltow und suchte damit die Nähe zu jungen, technologieorientierten Unternehmen. Ebenso wurden die Beratungsaktivitäten ab 1993 auch international ausgerichtet. Im Rahmen des 3. EU-Forschungsrahmenprogramms entstanden in diesem Zeitraum an vier Standorten in ganz Deutschland sogenannte EU-Verbindungsbüros für Forschung und Technologie, sogenannte Value Relay Centre. Die Koordination des später in Innovation Relay Centre umbenannten Netzwerks übernahm für Norddeutschland ab 1995 die VDI/VDE-IT. In den folgenden Jahren leistete das Unternehmen zudem in zehn mittel- und osteuropäischen Ländern Beratungshilfe. Ab 1994 setzte das Unternehmen in Ostdeutschland unterschiedliche Förderprogramme im Auftrag des Bundesministeriums für Forschung und Technologie um. Dabei unterstützte die VDI/VDE-IT beispielsweise über 180 Innovationsprogramme in den ostdeutschen Bundesländern mit rund 75 Mio. D-Mark aus dem SED-Parteivermögen. Von 1997 bis 2001 unterstützte die VDI/VDE-IT mit der Umsetzung des ersten Gründerwettbewerbs des Bundeswirtschaftsministeriums die Gründung von über 1.000 Unternehmen mit mehr als 5.000 Arbeitsplätzen.

### 2000er: Neue Themen
Im Laufe der 2000er eröffnete das Unternehmen Geschäftsstellen in München und Dresden, erweiterte seinen Fokus und befasste sich auch mit den Themenfeldern Erneuerbare Energien, Elektromobilität, IT-Sicherheit sowie der schulischen, beruflichen und Hochschulbildung. In diesem Zeitraum der thematischen Erweiterung erfolgte im Jahr 2004 die Umbenennung des Unternehmens in VDI/VDE Innovation + Technik GmbH.
2006 wurde der Firmensitz dann erneut verlegt, diesmal in das denkmalgeschützte Hoechst-Haus in Berlin-Charlottenburg. Ein Schwerpunkt des Unternehmens ist Ende der 2000er die Förderung der Elektromobilität. Dazu organisierte die VDI/VDE-IT im Jahr 2008 die Nationale Strategiekonferenz Elektromobilität im Auftrag verschiedener Bundesministerien und wirkte drei Jahre später an der Erarbeitung eines Nationalen Entwicklungsplans Elektromobilität mit und war außerdem als Projektträger des Bundesumweltministeriums in diesem Bereich tätig. Ein weiterer Schwerpunkt ist das Management von Wirtschaftsnetzwerken, sogenannten Clustern. In diesem Bereich unterstützt das Unternehmen das Bundeswirtschaftsministerium im Clustermanagement. Zur Unterstützung der ClusterAgentur Baden-Württemberg eröffnete die VDI/VDE-IT 2014 ein Projektbüro in Stuttgart.

### 2010er: Digitalisierung und Gesundheitsforschung
Ab dem Jahr 2012 übernahm das Unternehmen neue Projektträgerschaften für das Bundesministerium für Bildung und Forschung und befasst sich seither mit der Forschungsförderung in den Bereichen Mensch-Technik-Interaktion sowie IT-Sicherheitsforschung, Mikroelektronik und autonomes Fahren.
Seit 2015 betreut die VDI/VDE-IT im Rahmen der Digitalen Agenda für das Bundesbildungsministerium als Projektträger das Thema Digitaler Wandel in Bildung, Wissenschaft und Forschung. Für das Bundesgesundheitsministerium ist das Unternehmen seit dem Jahr 2017 als Projektträger für die Ressortforschung verantwortlich. Im gleichen Jahr eröffnete das Unternehmen eine Geschäftsstelle in Bonn. Im Jahr 2018 feierte das Unternehmen sein 40-jähriges Bestehen und hatte zu diesem Zeitpunkt rund 500 Mitarbeitende. Im gleichen Jahr übernahm das Unternehmen im Themenbereich europaweite Förderung die Projektträgerschaft für das erste Important Project of Common European Interest (IPCEI). Innerhalb des IPCEI Mikroelektronik im Auftrag des Bundeswirtschaftsministeriums wurden zahlreiche Investitionsprojekte in der Halbleiterbranche gefördert. Im Jahr 2019 startete eine weitere IPCEI-Projektträgerschaft für das gleiche Bundesministerium. Dieses Förderprogramm befasst sich mit dem Aufbau und der Förderung eines Ökosystems für die Batteriezellfertigung in Deutschland und Europa (vor allem für die E-Mobilität).
Im gleichen Jahr richtete das Unternehmen ein Projektträger-Labor ein. Dort erforschen und entwickeln die Beschäftigten innovative Lösungen für das Projektträgergeschäft. Zudem kamen im Jahr 2019 eine weitere Projektträgerschaft für das Bundeswirtschaftsministerium hinzu: das „Innovationsprogramms für Geschäftsmodelle und Pionierleistungen“ sowie ein 5G-Innovationsprogramm für das Bundesministerium für Digitales und Verkehr.

### 2020er: Europäische Innovationsförderung, Soziale Innovationen und Wachstum
Zu Beginn der 2020er Jahre folgte eine weitere IPCEI-Projektträgerschaft. Im Jahr 2021 übernahm das Unternehmen die Projektträgerschaft IPCEI Mikroelektronik und Kommunikationssysteme für das Bundeswirtschaftsministerium.
Bereits im Jahr zuvor, 2020, startete das Unternehmen mit dem Projekt „Sinn mit Gewinn“ damit, soziale Organisationen dabei zu beraten, passende Förderungen für ihre Anliegen zu finden.
Im Januar 2020 trat ein neues Bundesgesetz zur steuerlichen Forschungsförderung in Kraft. Mit diesem Instrument will die Bundesregierung Unternehmen in ihren Forschungs- und Entwicklungsanstrengungen unterstützen, indem sie die dafür anfallenden Personalkosten in Form einer Forschungszulagen steuerlich fördert. Die VDI/VDE-IT bietet den sogenannten Forschungszulagenrechner an, mit dem sich Unternehmen für diese Art der Forschungsförderung beraten lassen können.
Neben technischen Innovationen nehmen Soziale Innovationen einen immer breiteren Raum in der Forschungslandschaft ein. Diesem Themenbereich widmet sich auch die VDI/VDE-IT seit den 2020er Jahren verstärkt. So betreut das Unternehmen für das Bundesforschungsministerium die Fördermaßnahme „Gesellschaft der Ideen – Wettbewerb für soziale Innovationen“. Dabei stehen Lösungsideen im Vordergrund, die von Privatleuten sowie privaten und öffentlichen Institutionen sowie Unternehmen und Verwaltungen entwickelt werden. Im gleichen Themenfeld betreute das Unternehmen auch im Bundesland Sachsen für das dortige Sozialministerium das Projekt „Sozial. Innovativ. Sächsisch“. Im Jahr 2022 veröffentlichten Beschäftigte des Unternehmens auch zwei Publikationen zu diesem Thema: ein Praxishandbuch Soziale Innovationen und theoretisch orientiertes Buch mit dem Titel Zukunft gestalten mit Sozialen Innovationen.
Ein weiteres Betätigungsfeld des Unternehmens sind die Lebenswissenschaften. Dazu übernahm das Unternehmen im Jahr 2021 eine Projektträgerschaft für das Bundesforschungsministerium, in dem es um „Neue Methoden und Technologien in den Lebenswissenschaften“ geht.
Im Jahr 2021 hatte das Unternehmen rund 800 Mitarbeitende und eröffnete in diesem und dem darauffolgenden Jahr zwei weitere Geschäftsstellen in Hannover und Erfurt.

## Firmenstruktur und Geschäftsstellen
Die VDI/VDE-IT setzt sich zusammen aus insgesamt elf Fachbereichen und neun Querschnittsabteilungen. Die Mitarbeiter kommen aus den Bereichen Natur-, Ingenieur-, Gesellschafts-, Geistes- und Wirtschaftswissenschaften.
Die elf Fachbereiche:
- Administratives Projektmanagement
- Bildung und Wissenschaft
- Demografie, Cluster, Zukunftsforschung
- Elektronik- und Mikrosysteme (teilweise am Standort Dresden)
- Fördermanagement
- Gesellschaft und Innovation
- Kommunikationssysteme, Mensch-Technik-Interaktion, Gesundheit
- Mobilität, Energie und Zukunftstechnologien
- Regionale Transformationsprozesse und Wirtschaftsförderung (Standort Stuttgart)
- Technologien des digitalen Wandels (Standort München)
- Transformation in Mittelstand und Industrie

Neun Querschnittsabteilungen nehmen Unterstützungsaufgaben für die Fachabteilungen wahr:
- Europäische und internationale Geschäftsentwicklung
- Forschung und Entwicklung
- Informationsmanagement und Datenverarbeitung
- Nachhaltigkeit und Qualität
- Öffentlichkeitsarbeit
- Personalabteilung
- Rechtsabteilung (inklusive Vergabestelle)
- Strategische Unternehmensentwicklung
- Unternehmensverwaltung

Für die Erstellung von Studien, Evaluationen und Prognosen, die den Auftraggebern zur Planung von Forschungsförderungen oder für die Organisations- und Produktentwicklung dienen, unterhält das Unternehmen seit 2007 das Institut für Innovation und Technik (iit) mit Repräsentanzen in den Vereinigten Staaten von Amerika, Chile, Argentinien, Peru und Frankreich.

## Auftraggeber
Auftraggeber der VDI/VDE-IT sind u. a.:
- Bundesministerium für Bildung und Forschung (BMBF)
- Bundesministerium für Wirtschaft und Energie (BMWi)
- Bundesministerium für Verkehr und digitale Infrastruktur (BMVI)
- Bundesministerium für Umwelt, Naturschutz, Bau und Reaktorsicherheit (BMUB)
- Bundesministerium für Gesundheit (BMG)
- Beauftragte der Bundesregierung für die neuen Bundesländer, für Mittelstand und Tourismus
- Büro für Technikfolgen-Abschätzung beim Deutschen Bundestag
- Österreichisches Bundesministerium für Verkehr, Innovation und Technologie
- Europäische Kommission
- Ministerium für Wirtschaft, Arbeit und Wohnungsbau Baden-Württemberg
- Ministerium für Wissenschaft, Forschung und Kunst Baden-Württemberg
- Senatsverwaltung für Wirtschaft, Technologie und Forschung Berlin
- Sächsisches Staatsministerium für Wirtschaft, Arbeit und Verkehr
- Umweltbundesamt
- Institut für Technikfolgenabschätzung und Systemanalyse
- Baden-Württemberg Stiftung

## Aktuelle und abgeschlossene Förderprogramme
Für seine Auftraggeber setzt der Projektträger VDI/VDE-IT zahlreiche Förderprogramme oder Teile dieser Programme um. Dazu gehören unter anderem:
- Mensch-Technik-Interaktion für den demografischen Wandel (BMBF)
- Kommunikationssysteme und IT-Sicherheit (BMBF)
- Elektroniksysteme/Elektromobilität (BMBF)
- Bund-Länder-Wettbewerb „Aufstieg durch Bildung: offene Hochschulen“ (BMBF)
- Digitaler Wandel in Bildung, Wissenschaft und Forschung (BMBF)
- Digitale Hochschullehre (BMBF)
- Förderung von Sprunginnovationen (SPRIND, BMBF)
- Förderprogramm Industrielle Bioökonomie (BMWi)
- Elektronische Systeme des Freistaates Bayern (Bayern)
- mFund (BMVI)
- Erneuerbar Mobil (BMU)
- ZIM – Zentrales Innovationsprogramm Mittelstand (BMWi)
- Automatisiertes und vernetztes Fahren (BMVI)
- Begleitforschung zum Technologieprogramm Smarte Datenwirtschaft (BMWi)
- Horizon-Scanning für das Büro für Technikfolgenabschätzung beim Deutschen Bundestag (TAB)
- Begleitforschung zum Innovationswettbewerb Künstliche Intelligenz  (BMWi)
- Ressortforschung des Bundesministeriums für Gesundheit (BMG)
- Informations- und Kommunikationstechnik (Bayern)
- ClusterAgentur Baden-Württemberg (Baden-Württemberg)
- Invest BW (Baden-Württemberg)
- Cluster Observatory Africa (BMZ, GIZ)
- ProFIT – Programm zur Förderung von Forschung, Innovationen und Technologien (Berlin)
- Nationale Kontaktstelle Mensch-Technik-Interaktion im Demografischen Wandel (BMBF) zum EU-Förderprogramm Horizont 2020